# Craig House
Craig House es una casa histórica y finca ubicada en Easter Craiglockhart Hill, entre los suburbios de Craiglockhart y Morningside en Edimburgo, Escocia.
La Old Craig House data del siglo XVI, y sucedió a un edificio anterior. A finales del siglo XIX fue comprada por el Royal Edinburgh Hospital, y el sitio fue desarrollado como el Craig House Hospital, un hospital psiquiátrico, el cual incluía sustanciales nuevas edificaciones. Tras una remodelación, el sitio fue reinaugurado en 1996 como el Campus Craighouse de la Universidad Napier de Edimburgo.

## Historia
Craig House está registrada en el reinado de Rey David II, y en 1528 el Abad de Newbattle concedió una carta aquí. 
La casa original fue quemada por el Conde de Hertford en 1544, durante el conflicto entre Escocia e Inglaterra, conocido como The Rough Wooing.

### Old Craig House

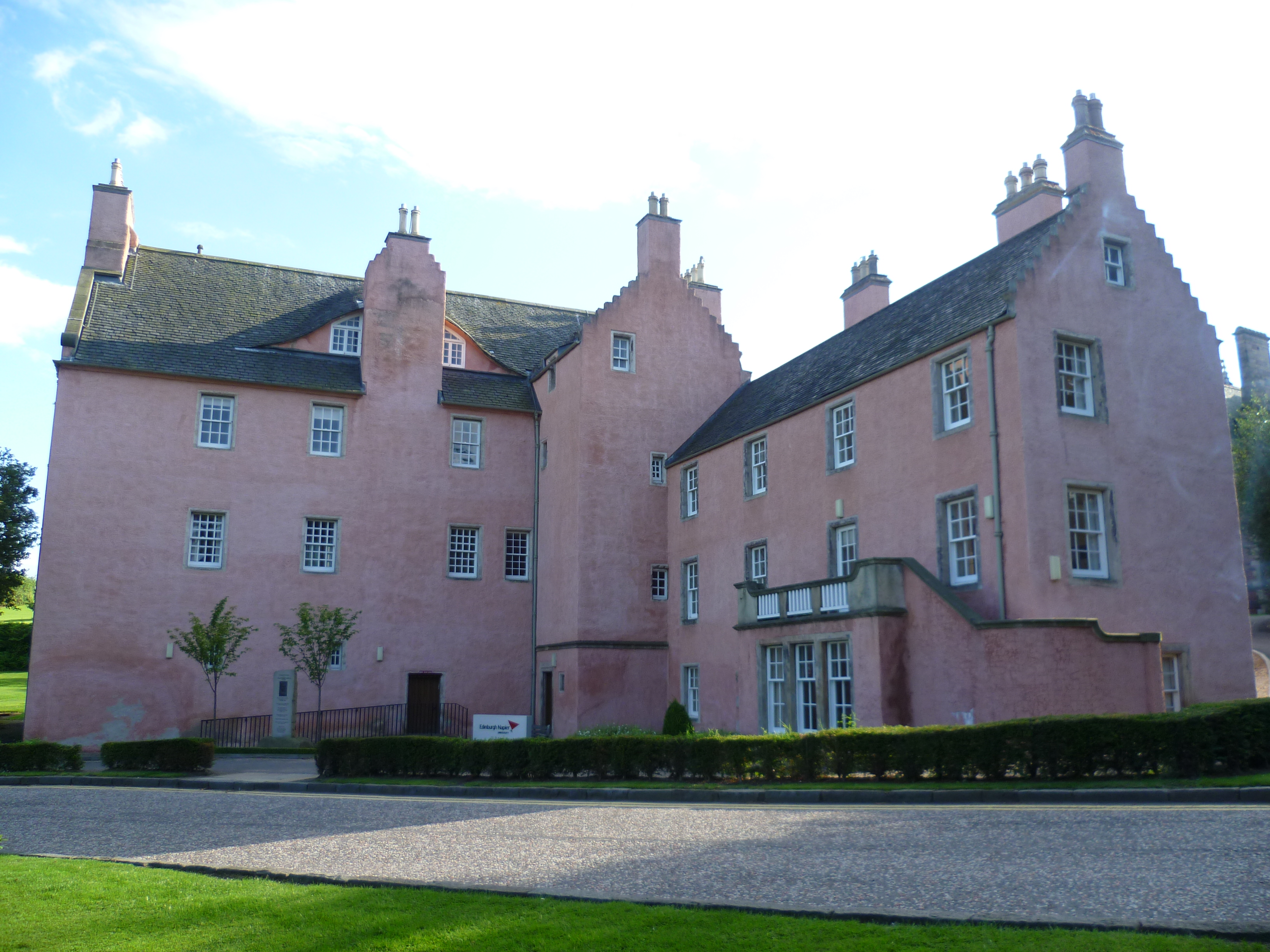
Old Craig House

La antigua casa de Craig actual data de 1565, aunque la arquitectura sugiere una fecha posterior. Fue construido para la familia Symsoun de Craighouse. Más tarde pertenecería a la familia Dick, y fue extendida al noroeste en 1746. El historiador John Hill Burton (1809–1881) vivió en Craig House. En los 1880s fue descrita como una mansión de aspecto raro, supuestamente poseída por fantasmas, en el libro de Cassell 'Old and New Edinburgh.

### Hospital psiquiátrico Craig House

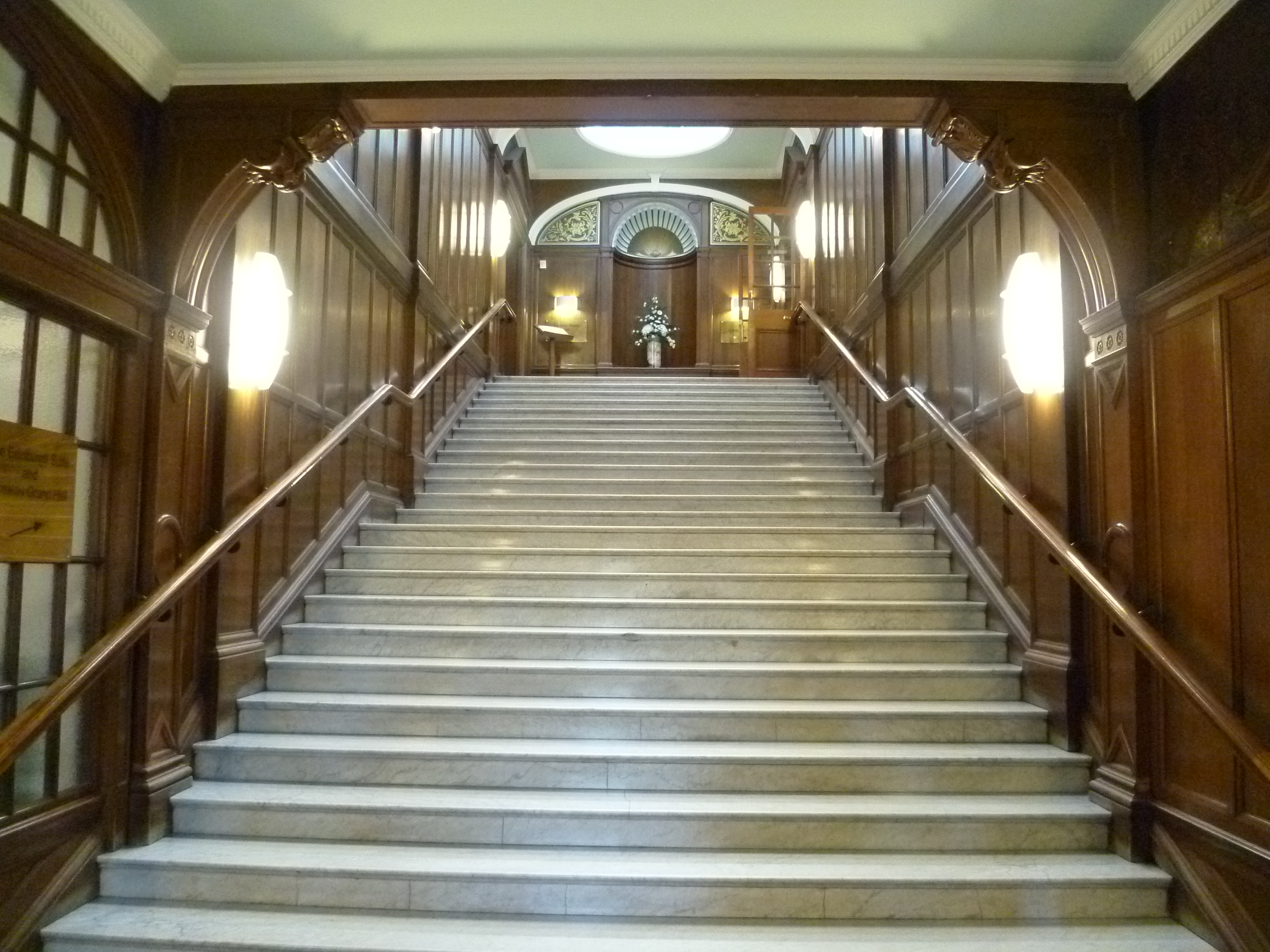
Escalera en el bloque principal del hospital

En los 1880s, Dr Thomas Clouston, médico superintendente del Asilo de lunáticos de Edimburgo (Edinburgh Lunatic Asylum) (más tarde el Royal Edinburgh Hospital), supervisó la compra de Craig House por los administradores del asilo en 1878. El sitio estaba previsto para pacientes que pagaban y el desarrollo fue financiado a través de la venta de tierras en el asilo existente Morningside. Los nuevos edificios en la casa de Craig fueron planificados por Clouston y diseñados por el arquitecto Sydney Mitchell en 1887. El trabajo comenzó en 1889 en el gran edificio principal, un bloque de hospital y tres villas, todos los cuales fueron completados por 1894. El edificio principal, la nueva casa de Craig fue intencionalmente grande, parecido a una casa de campo o hotel en lugar de una institución. Está diseñado en un estilo renacentista libre pintoresco, con elementos tomados de la arquitectura del Renacimiento francés. Los interiores incluyen un gran salón y una sala de billar.
EL Hospital fue renombrado como clínica Thomas Clouston en 1972, pero fue cerrado a principios de los 1990s debido a cambios en la manera en que se trataban las enfermedades mentales, y el aumento en el énfasis del cuidado comunitario.

## Estado actual
La Granja Craighouse es de propiedad del Fondo de oportunidades inmobiliarias Mountgrange (Mountgrange Real Estate Opportunity Fund o MoREOF) a través del Craighouse Limited (Isla de Man) con el Fondo MoREOF administrado por Mountgrange Investment Management LLP. La Universidad Napier celebró un contrato de arrendamiento de la finca y se decantará alrededor de 2013.
Se ha formado un consorcio entre la Universidad Napier de Edimburgo, Mountgrange y propiedades Sundial con el propósito de desarrollo de la empresa en la finca. El desarrollo previsto comprende la renovación de los edificios existentes y extensa construcción nueva residencial a lo largo de los terrenos de la finca, que suman un total de aproximadamente 116 nuevas unidades.
Las propuestas avanzadas por The Craighouse Partnership se ha encontrado con una considerable oposición debido a los planes de construir en un espacio verde abierto dentro de la finca. Los Amigos de Craighouse (The Friends of Craighouse), un grupo de campaña que se opone a cualquier nueva construcción en la delegación, han acumulado unos 5.000 firmas en una petición contra nuevos desarrollos.

Si la aplicación de la planificación para el sitio Craighouse propone nuevo desarrollo en las áreas que son designados en el Plan Local de ciudad de Edimburgo como espacio abierto en áreas de gran valor paisajístico, vamos a presentar una objeción"
.Resolución respecto a Craighouse del Consejo Comunitario de Morningside,en su reunión  del 21 de marzo de 2012.